# NGC 748
NGC 748 è una galassia a spirale situata nella costellazione della Balena, a una distanza di circa 243 milioni di anni luce dalla nostra Via Lattea.

## Scoperta
La galassia è stata scoperta il 20 settembre 1784 dall'astronomo britannico di origine tedesca William Herschel.

## Descrizione
NGC 748 ha una classe di luminosità II e presenta una larga riga a 21 cm dell'idrogeno neutro.